# Symphlebia anodonta
Symphlebia anodonta là một loài bướm đêm thuộc phân họ Arctiinae, họ Erebidae.